# Simon Wright

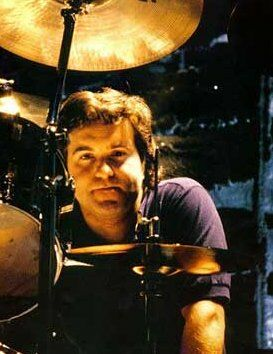
Simon Wright

Simon Wright (Alden, Engeland, 19 juni 1963) is een Brits drummer.
Wright speelde begin jaren 80 in de bands Tytan en AIIZ. In 1983 werd hij de opvolger van Phil Rudd in AC/DC. Rond 1989/90 verliet hij op eigen initiatief deze band om bij Dio te gaan spelen.
Hij is verder ook actief geweest in de band Rhino Bucket en UFO (tussen 1993 en 2004 als vervanging voor Andy Parker). Hedendaags speelt hij in de Dio tribute-band Dio Disciples.
Angus Young · Malcolm Young · Cliff Williams · Brian Johnson · Phil Rudd

Bon Scott · Dave Evans · Peter Clack · Rob Bailey · Simon Wright · Chris Slade · Mark Evans
- MusicBrainz: 178fc74c-7fac-4ee7-bdf3-84fc4c804588
- Nationale Bibliotheek van Tsjechië: xx0119631